# Centre de Control del Trànsit Aeri de Tòquio

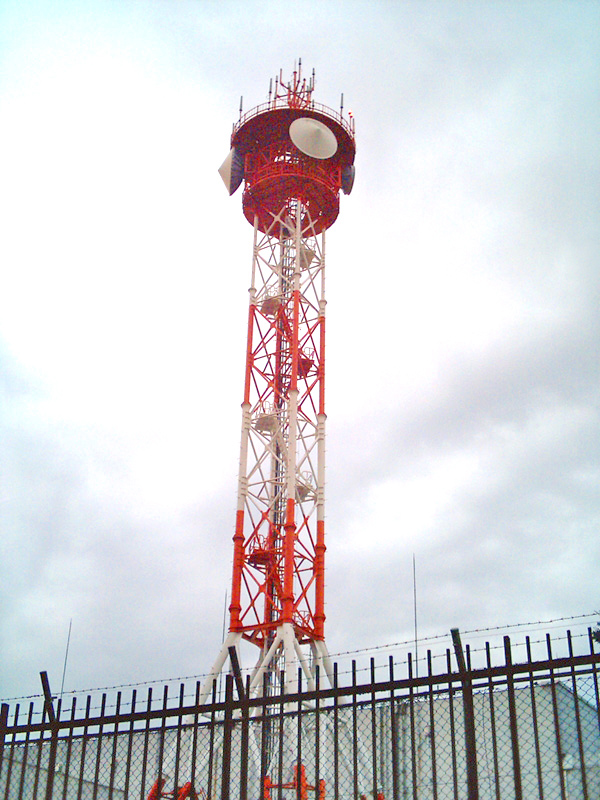
Torre de comunicació del Centre de Control d'Àrea de Tòquio

El Centre de Control del Trànsit Aeri de Tòquio (東京航空交通管制部, Tōkyō Kōkūkōtsūkanseibu) és un centre de control del trànsit aeri situat a Namiki àrea de Tokorozawa, Prefectura de Saitama, el Japó, al nord de Tòquio.
El centre controla l'espai aeri a les regions de Kantō, Tōhoku, Chubu, Hokuriku i una part de la de Kansai.

## Incidents
El dimecres 31 de gener del 2001, dos avions de passatgers de Japan Airlines van estar a punt de col·lidir en ple vol. Els dos avions implicats, el vol 958 de Japan Airlines, que era un Douglas DC-10, va descendir segons les instruccions del TCAS. Un empleat del centre va comunicar al vol 907 de Japan Airlines, un Boeing 747-400, que descendís mentre el seu TCAS deia als pilots que ascendissin.